# Karabin AWS
AWS (AWS-36, ros. Автоматическая винтовка Симонова образца 1936 года) – radziecki karabin automatyczny kalibru 7,62 × 54 mm R skonstruowany w latach 30. XX wieku przez Siergieja Gawriłowicza Simonowa.

## Historia
W pierwszej połowie lat 20. Siergiej Simonow pracował w zakładach produkujących karabin Fiodorowa. Po zaprzestaniu produkcji tej broni w 1925 roku Simonow rozpoczął prace nad karabinem automatycznym pozbawionym głównej wady karabinu Fiodorowa – nietypowej amunicji. Skonstruowany w 1926 roku karabin automatyczny Simonowa strzelał typową amunicją 7,62 × 54 mm R. Przedstawiony prototyp został jednak odrzucony przez GAU (Gławnoje Artilierskoje Uprawlienije – Główny Zarząd Artylerii).
W następnych latach Simonow próbował dopracować swój karabin. Rezultatem tych prac był przedstawiony w 1931 kolejny prototyp, który przeszedł w następnych latach pomyślnie próby poligonowe, a następnie testy w jednostkach. W 1936 roku ostateczną wersję karabinu oficjalnie wprowadzono do uzbrojenia Armii Czerwonej i rozpoczęto produkcję seryjną.
Eksploatacja seryjnych AWS wykazała, że broń ta jest obarczona poważnymi wadami. Z powodu błędów konstrukcyjnych (zbyt duża odległość pomiędzy gniazdem magazynka a komorą nabojową lufy) karabin często się zacinał. Zbyt słaba okazała się także konstrukcja magazynka i jego gniazda, co powodowało częste awarie. Okazało się także, że pomimo zastosowania hamulca wylotowego, odrzut AWS jest podczas strzelania seriami zbyt duży i utrudnia prowadzenie celnego ognia.
W 1938 roku w ZSRR ogłoszono konkurs na nowy karabin. Doświadczenia z AWS spowodowały, że miał to być karabin samopowtarzalny. Jego zwycięzcą został skonstruowany przez Fiodora Tokariewa karabin SWT. Zaprojektowane przez Simonowa karabiny automatyczny (AWS-38) i samopowtarzalny (SWS-38) zostały odrzucone, pomimo że SWS-38 w czasie prób był bardziej niezawodny od SWT, a jego konstrukcja powodowała, że był prostszy i tańszy w produkcji.
Po rozpoczęciu w 1940 roku produkcji karabinu SWT (dokładnie wersji SWT-40) produkcję AWS zakończono. Wyprodukowane egzemplarze wycofano z uzbrojenia liniowych jednostek piechoty i przekazano formacjom tyłowym i flocie. Po niemieckim ataku 22 czerwca 1941 roku improwizowane oddziały piechoty, tworzone z żołnierzy tych formacji, wzięły udział w walce, używając między innymi karabinów AWS. Karabiny AWS były między innymi używane przez jednostki sformowane z marynarzy Floty Czarnomorskiej broniące Sewastopola. Niewielka liczba wyprodukowanych egzemplarzy sprawiła, że AWS dość szybko ponownie zniknął z uzbrojenia. Do końca wojny część tych karabinów była używana przez oddziały tyłowe Armii Czerwonej. Niewielka liczba tych karabinów znajdowała się także na uzbrojeniu Ludowego Wojska Polskiego. Egzemplarzy zdobycznych używał także Wehrmacht (pod oznaczeniem Selbstladegewehr 257(r)).

## Opis techniczny
Karabin AWS był bronią automatyczną. Automatyka broni działała na zasadzie odprowadzania gazów prochowych, tłok gazowy o krótkim skoku, zamek ryglowany ryglem poruszającym się pionowo. Broń strzelała z zamka zamkniętego. Mechanizm spustowy z możliwością strzelania ogniem pojedynczym i seriami. Zasilanie z pudełkowych magazynków o pojemności 15 naboi. Przyrządy celownicze składają się z muszki i celownika krzywiznowego (ze szczerbiną) z nastawami do 1500 m. Część egzemplarzy była wyposażona w celownik optyczny.